# Gnadenbrief
Der Ausdruck Gnadenbrief bezeichnet in der Rechtsgeschichte eine Urkunde, ein Dekret, einen Brief oder ein Handschreiben eines Fürsten oder einer anderen geistlichen oder weltlichen Obrigkeit, in dem hoheitliche Gnaden, d. h. Freiheiten, Privilegien oder persönliche Gunsterweise einer Gemeinschaft (Stadt, Land, Dorf, Kloster) oder einzelnen Personen (Untertanen) einmalig oder als dauerndes Vermächtnis erteilt werden.
In Frankreich nannte man den Gnadenbrief des Königs Brevet.
Auch Rehabilitationen oder Ablassbriefe wurden Gnadenbriefe genannt.